# Техничка школа Бор
Техничка школа у Бору основана је 30. августа 1946. године под називом Средња рударска школа. Школа је основана са циљем да школује рударске, металуршке и машинске техничаре за потребе рударско-металуршких предузећа, а свршене средњошколце је планском расподелом упућивала на рад широм Југославије. Због тога Средња рударска школа у Бору није имала локални, регионални или републички значај већ југословенски.
Ради прилагођавања новонасталој ситуацији школа мења образовне профиле, па данас има у редовној настави поред геологије, рударства и металургије, хемије и нова подручја рада: пољопривреду, прераду и производњу хране и личне услуге. 

## Образовање одраслих
У оквиру школе формиран Регионални Тренинг Центар (Центар за континуирано образовање) за образовање одраслих, што представља део реформе средњег стручног образовања под покровитељством Министарства Просвете и Спорта и Европске уније. Искуство у раду са одраслима не недостаје овој институцији јер је годинама дошколовавала кадрове за потребе РТБ-а Бор као и друге руднике са територије бивше Југославије.
У тражењу нових могућности за цео регион, школа се школске 2003/2004. године, определила да уђе у сарадњу са КАРДС – програмом, и у систему образовања одраслих. 